# Pentadesma
Moronobea, biljni rod iz porodice kluzijevki kojemu pripada nekoliko vrsta drveća u tropskoj Africi.
Rod je opisan 1824.

## Vrste
1. Pentadesma butyracea Sabine
2. Pentadesma exelliana Staner
3. Pentadesma grandifolia Baker f.
4. Pentadesma lebrunii Staner
5. Pentadesma reyndersii Spirlet